# Hämbach
Hämbach ist ein Ortsteil von Bad Salzungen im Wartburgkreis in Thüringen.

## Lage
Der Ortsteil befindet sich etwa fünf Kilometer Luftlinie westlich der Kreisstadt Bad Salzungen. Nördlich der Ortslage befindet sich das stark frequentierte „Hämbacher Kreuz“ – mittlerweile ein Kreisverkehr – an der B 62 in der Nachbarschaft von Handels- und Gewerbestandorten. Die geographische Höhe des Ortes beträgt 265 m ü. NN.

## Geschichte
In einer Beschreibung von 1448 wird Hämbach als Wüstung beschrieben. In einer Beschreibung von 1671 des fürstlich sächsischen Amtes Greneberg wird ein Hof Haimbach erwähnt. Der Hof bestand aus zwei Teilen, dem Oberhof und dem Unterhof. Schriftsässige Eigentümer zahlten Zins an die Rentkammer in Eisenach.
Im Jahre 1901 wurde hier der Schacht I der Wintershall-AG abgeteuft. In den darauffolgenden Jahren entstanden die Schächte II und III in Merkers und die dadurch erforderlichen Fabrikanlagen über Tage. Verwaltungsgebäude der Kaliindustrie und Wohngebäude für die Mitarbeiter wurden gebaut. Später folgten die Kalischächte in Unterbreizbach und Springen.
Der Ort hat nach dem Ende der Kalisalzförderung sein landwirtschaftliches Potential neu entwickelt. Die Mehrzahl der Einwohner arbeitet in der nahen Kreisstadt und in den Gewerbegebieten am Ortsrand. Im Rahmen einer Bürgerbefragung konnte im April 2012 basisdemokratisch über den Bau einer Photovoltaikanlage auf einem Deponiestandort in der Hämbacher Flur entschieden werden. Die Hämbacher Bürger entschieden sich mehrheitlich dagegen.

## Naturdenkmale
In der Gemarkung befinden sich zwei Naturdenkmale: Die 200 Jahre alte Linde in der Hohle wurde 1957, der markante Birnbaum auf Göpferts Feld wurde 1966 unter Schutz gestellt.

## Veranstaltungen
Jedes Jahr findet am zweiten Wochenende im September die Kirmes statt.

## Persönlichkeiten
- Hellmuth Schwiedeßen (1903–1974), Hochschullehrer und Ingenieur für Industrieofenbau und Wärmetechnik